# Meddle
Meddle – szósty album progresywnej grupy rockowej Pink Floyd z 1971 roku.

## Charakterystyka albumu

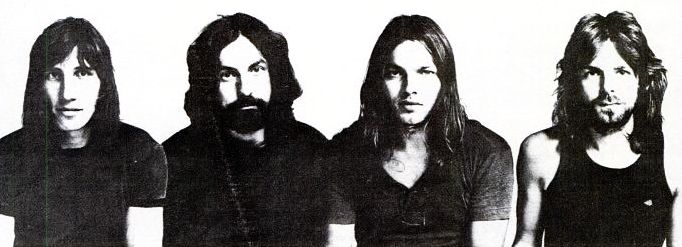
Zdjecie z okładki Meddle: Roger Waters, Nick Mason, David Gilmour, Richard Wright, 1971

Sukces Atom Heart Mother był połowiczny. Utwór znalazł uznanie słuchaczy i krytyków, lecz wymagał zatrudnienia orkiestry oraz chóru. Grupa postanowiła więc skomponować inne progresywne dzieło, tym razem zakrojone na mniejszą skalę. W ten sposób powstała suita „Echoes”, która znalazła się na stronie B albumu Meddle.

### Strona A
Strona A albumu zawiera pięć utworów, z których najbardziej znanym jest „One of These Days”, blisko sześciominutowa kompozycja instrumentalna. Otwiera ją dźwięk wiejącego wiatru, z którego wyłania się gitara basowa grająca unisono, przepuszczona przez delay, dołącza do niej perkusja i organy grające powtarzające się pasaże i w końcu agresywne solo gitary stalowej. W połowie czwartej minuty perkusista Nick Mason wypowiada, głosem zniekształconym przez elektroniczny przetwornik, zdanie: „One of these days, I’m going to cut you into little pieces” („Któregoś dnia potnę cię na małe kawałki”). W codzie utworu muzyka zwija się znów do dźwięku wiejącego wiatru.
Pozostałe utwory są głównie akustyczne. „A Pillow of Winds” to spokojna ballada z delikatnym wokalem Gilmoura. Utrzymane w podobnym klimacie „Fearless” kończy się śpiewanym przez kibiców Liverpool FC hymnem klubu „You’ll Never Walk Alone”. „San Tropez” Watersa jest w porównaniu z resztą płyty dość wesołym i szybkim utworem. Natomiast „Seamus” to krótki blues, w którym gitarzysta zespołu dzieli obowiązki wokalisty z psem.

### Strona B
Stronę B w całości wypełnia suita Echoes.

## Lista utworów
| Nr | Tytuł                                                | Długość |
| -- | ---------------------------------------------------- | ------- |
| 1. | „One of These Days” (Mason, Gilmour, Waters, Wright) | 5:58    |
| 2. | „A Pillow of Winds” (Gilmour, Waters)                | 5:11    |
| 3. | "Fearless” (Gilmour, Waters)                         | 6:09    |
| 4. | „San Tropez” (Waters)                                | 3:44    |
| 5. | „Seamus” (Mason, Gilmour, Waters, Wright)            | 2:16    |
| 6. | "Echoes” (Mason, Gilmour, Waters, Wright)            | 23:31   |

## Twórcy
- Roger Waters – gitara basowa, śpiew i gitara akustyczna w utworze "San Tropez"
- Nick Mason – perkusja, głos w utworze "One of These Days"
- Richard Wright – fortepian, organy Hammonda, organy Farfisa, śpiew w utworze "Echoes"
- David Gilmour – gitara elektryczna, gitara akustyczna, śpiew, gitara basowa w utworze "One of These Days", harmonijka w utworze "Seamus"
- Pink Floyd – produkcja, projekt okładki
- Rob Black – inżynier w Morgan Studios
- Roger Quested – inżynier w Morgan Studios
- Peter Bown – inżynier w Air Studios i EMI Studios (obecne Abbey Road Studios)
- John Leckie – inżynier w Air Studios i EMI Studios (obecne Abbey Road Studios)
- Hipgnosis – zdjęcie zespołu
- pies Seamus – głos w utworze „Seamus”